# Jair Díaz
Jair Alberto Díaz Vázquez (ur. 21 sierpnia 1998 w San Luis Potosí) – meksykański piłkarz występujący na pozycji lewego lub środkowego obrońcy, od 2023 roku zawodnik Mazatlán.